# Philip Rowe
Philip Rowe (Brooklyn, Nueva York, Estados Unidos, 18 de julio de 1990) es un artista marcial mixto estadounidense que compite en la división de peso wélter de Ultimate Fighting Championship.

## Primeros años
Estudió en el Colegio Daytona State y acabó convirtiéndose en ingeniero de perfilaje de pozo antes de emprender la carrera de combatiente.

## Carrera en las artes marciales mixtas

### Inicios
Profesional desde octubre de 2014, posee un récord de 6-2 en la escena regional con las victorias siendo cuatro sumisiones y dos nocauts. Después de perder sus dos primeros combates de su carrera profesional de MMA, por TKO en la primera ronda contra Roberto Yong en RITC 174 y por decisión unánime contra Justin Lesko en XCC 20, ganó su primer combate derrotando a Jeremy Bethea en House of Fame 4 por sumisión en la segundo asalto. Pasó a ganar sus siguientes 5 combates en la escena regional, todos ellos por parada en el primer o segundo asalto, culminando en Island Fights 53, donde derrotó a Matt McKeon en el segundo asalto.
Fue invitado a competir en el Dana White's Contender Series 25 el 20 de agosto de 2019 contra Leon Shahbazyan. Ganó el combate por TKO en el tercer asalto y un ganó un contrato con la UFC.

### Ultimate Fighting Championship
Se esperaba que se enfrentara a Laureano Staropoli el 28 de marzo de 2020 en UFC on ESPN: Ngannou vs. Rozenstruik. Sin embargo, fue retirado de la cartelera a finales de febrero por razones no reveladas y fue sustituido por Khaos Williams.
Se esperaba que se enfrentara a Matthew Semelsberger el 22 de agosto de 2020 en UFC on ESPN: Munhoz vs. Edgar. Sin embargo, se retiró del combate alegando una lesión en el dedo del pie y fue sustituido por Carlton Minus.
Debutó en la UFC contra Gabriel Green el 13 de febrero de 2021 en UFC 258. Perdió el combate por decisión unánime.
Se enfrentó a Orion Cosce el 31 de julio de 2021 en UFC on ESPN: Hall vs. Strickland. En el pesaje, pesó 173.5 libras, dos libras y media por encima del límite del combate de peso wélter sin título. Su combate se desarrolló con un peso acordado y se le impuso una multa del 20% de su bolsa individual, que fue a parar a su oponente Cosce. Ganó el combate por TKO en el segundo asalto.
Se enfrentó a Jason Witt el 5 de febrero de 2022 en UFC Fight Night: Hermansson vs. Strickland. Ganó el combate por TKO en el segundo asalto.
Se esperaba que se enfrentara a Abubakar Nurmagomedov el 16 de julio de 2022 en UFC on ABC: Ortega vs. Rodríguez. Sin embargo, el emparejamiento se canceló debido a las complicaciones de ambas partes. Se vio obligado a retirarse debido a una lesión, mientras que Nurmagomedov se retiró del combate por problemas de visa.
Rowe enfrentó a Niko Price el 3 de diciembre de 2022 en UFC on ESPN 42. Rowe ganó la pelea por nocaut técnico en el tercer asalto.
Rowe enfrentó a Neil Magny el 24 de junio de 2023 en UFC on ABC 5. Perdió la pelea por decisión dividida.
Rowe enfrentó a Jake Matthews el 1 de junio de 2024 en UFC 302. Perdió la pelea por decisión unánime.

## Récord en artes marciales mixtas
| Resultado | Récord | Oponente        | Método                                     | Evento                                     | Fecha                   | Ronda | Tiempo | Localización               | Notas                                                             |
| --------- | ------ | --------------- | ------------------------------------------ | ------------------------------------------ | ----------------------- | ----- | ------ | -------------------------- | ----------------------------------------------------------------- |
| Derrota   | 10-5   | Jake Matthews   | Decisión (unánime)                         | UFC 302                                    | 1 de junio de 2024      | 3     | 5:00   | Newark, Nueva Jersey       |                                                                   |
| Derrota   | 10-4   | Neil Magny      | Decisión (dividida)                        | UFC on ABC: Emmett vs. Topuria             | 24 de junio de 2023     | 3     | 5:00   | Las Vegas, Nevada          |                                                                   |
| Victoria  | 10–3   | Niko Price      | TKO (golpes)                               | UFC on ESPN: Thompson vs. Holland          | 3 de diciembre de 2022  | 3     | 3:26   | Orlando, Florida           | El combate se disputó en un peso acordado (173.5 libras).         |
| Victoria  | 9-3    | Jason Witt      | TKO (golpes)                               | UFC Fight Night: Hermansson vs. Strickland | 5 de febrero de 2022    | 2     | 2:15   | Las Vegas, Nevada          |                                                                   |
| Victoria  | 8-3    | Orion Cosce     | TKO (golpes)                               | UFC on ESPN: Hall vs. Strickland           | 31 de julio de 2021     | 2     | 4:21   | Las Vegas, Nevada          | Combate de peso acordado (173.5 libras); Rowe no alcanzó el peso. |
| Derrota   | 7-3    | Gabriel Green   | Decisión (unánime)                         | UFC 258                                    | 13 de febrero de 2021   | 3     | 5:00   | Las Vegas, Nevada          |                                                                   |
| Victoria  | 7-2    | Leon Shahbazyan | TKO (golpes)                               | Dana White's Contender Series 25           | 20 de agosto de 2019    | 3     | 0:16   | Las Vegas, Nevada          |                                                                   |
| Victoria  | 6-2    | Matt McKeon     | Sumisión (estrangulamiento por guillotina) | Island Fights 53                           | 6 de marzo de 2019      | 2     | 2:34   | Fort Walton Beach, Florida |                                                                   |
| Victoria  | 5-2    | Andrew Hellner  | Sumisión (estrangulamiento por guillotina) | Battleground MMA                           | 16 de junio de 2018     | 1     | 2:19   | Largo, Florida             |                                                                   |
| Victoria  | 4-2    | Cole Milani     | TKO (golpes)                               | CageSport 50                               | 28 de abril de 2018     | 1     | 0:41   | Tacoma, Washington         | Combate de peso acordado (176 libras).                            |
| Victoria  | 3-2    | Josh Zuckerman  | Sumisión (estrangulamiento por detrás)     | V3 Fights 64                               | 11 de noviembre de 2017 | 1     | 2:59   | Tampa, Florida             |                                                                   |
| Victoria  | 2-2    | Ian Brofsky     | TKO (golpes)                               | PA Cage Fight 27                           | 17 de febrero de 2017   | 2     | 1:28   | Wilkes-Barre, Pensilvania  | Regreso al peso wélter.                                           |
| Victoria  | 1-2    | Jeremy Bethea   | Sumisión (estrangulamiento por detrás)     | House of Fame 4                            | 29 de octubre de 2015   | 2     | 2:22   | Jacksonville, Florida      |                                                                   |
| Derrota   | 0-2    | Justin Lesko    | Decisión (unánime)                         | XCC 20                                     | 25 de abril de 2015     | 3     | 5:00   | Filadelfia, Pensilvania    | Debut en el peso ligero.                                          |
| Derrota   | 0-1    | Roberto Yong    | TKO (golpes)                               | RITC 174                                   | 11 de octubre de 2014   | 1     | 2:05   | Phoenix, Arizona           | Debut en el peso wélter.                                          |